# Comando Conjunto de Fuerzas de Operaciones Especiales
El Comando Conjunto de Fuerzas de Operaciones Especiales (CCFOE) es un comando conjunto creado en 2018 bajo la órbita del Estado Mayor Conjunto de las Fuerzas Armadas a través del Comando de Operaciones Conjuntas.

## Breve reseña
Por resolución 1266/17 del Ministerio de Defensa del 28 de diciembre de 2017 la superioridad resolvió crear a partir del 1 de enero de 2018 del CCFOE en el ámbito del Estado Mayor Conjunto de las Fuerzas Armadas para la conducción de la acción militar conjunta de operaciones especiales y elaborar la doctrina y equipamiento conjunto en esa materia. Su primera operación fue brindar la seguridad de la Cumbre del G-20 de Buenos Aires celebrada en esa ciudad entre el 30 de noviembre y el 1 de diciembre de 2018. Allí fue desplegada parte de la Agrupación de Fuerzas de Operaciones Especiales (AFOE), la Agrupación de Buzos Tácticos (APBT), la Agrupación de Comandos Anfibios (APCA), y fuerzas del Ejército, la Armada, la Gendarmería Nacional y la Prefectura.

## Elementos de operaciones especiales
Ejército
- Agrupación de Fuerzas de Operaciones Especiales (AFOE)
- Compañía de Comandos 601 (Ca Cdo(s) 601)
- Compañía de Comandos 602 (Ca Cdo(s) 602)
- Compañía de Comandos 603 (Ca Cdo(s) 603)
- Compañía de Fuerzas Especiales 601 (Ca FFEE 601)
- Compañía de Apoyo de Fuerzas de Operaciones Especiales 601 (Ca Apy FOE 601)
- Compañía de Ingenieros Buzos de Ejército 601 (Ca Ing Bzo(s) Ej 601)

Armada
- Comando de Fuerzas de Operaciones Navales Especiales (COFE)
- Agrupación de Buzos Tácticos (APBT)
- Agrupación de Comandos Anfibios (APCA)

Fuerza Aérea
- Grupo de Operaciones Especiales (GOE)